# Hanns Fischer (Physiker)

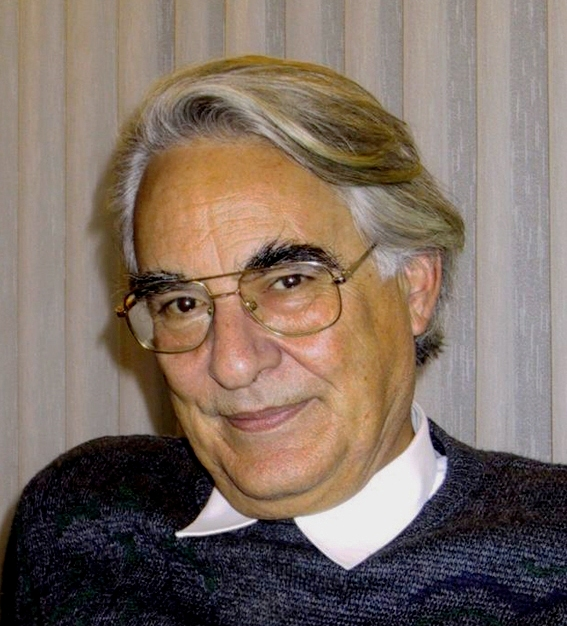
Hanns Fischer (2000)

Hanns Fischer (* 21. Juli 1935 in Darmstadt, Deutschland; † 22. Februar 2005 in Zollikon, Schweiz) war ein Schweizer Physiker und von 1969 bis 2001 Professor am Physikalisch-Chemischen Institut der Universität Zürich. Geboren als Deutscher, nahm er 1984 das Schweizer Bürgerrecht an. Er war ein Pionier in der Chemie freier organischer Radikale und ihrer Kinetik und Reaktionsmechanismen in Lösung, die er mit optischer Spektroskopie und Techniken der magnetischen Resonanz untersuchte.

## Leben
Hanns Fischer wurde 1935 in Darmstadt geboren. Nach Studien in Darmstadt und München erhielt er 1960 das Diplom in Physik von der Technischen Hochschule Darmstadt (TH Darmstadt, ab 1. Oktober 1997 Technische Universität Darmstadt benannt) und wurde dort im Jahre 1963 zum Doktor der Naturwissenschaften (Dr. rer. nat.) ernannt. 1966 erteilte ihm die Fakultät für Physik und Mathematik an der Technischen Hochschule Darmstadt nach der Habilitationsschrift zu „Elektronenspinresonanz von Alkylradikalen in Lösung“ auch die Venia Legendi in Physik.
Von 1960 bis 1969 arbeitete er am Deutschen Kunststoffinstitut in Darmstadt; ab 1968 war er dort Abteilungsleiter. Nach seiner Habilitation 1966 war er gleichzeitig auch als Dozent an der Technischen Hochschule Darmstadt tätig. 1969 berief ihn die Universität Zürich zum Assistenzprofessor an ihr Physikalisch-Chemisches Institut. 1971 wurde er am gleichen Institut zum Ordentlichen Professor ernannt und wirkte dort bis zu seiner Pensionierung im Jahr 2001.
Auch nach seiner offiziellen Pensionierung setzte er seine wissenschaftliche Tätigkeit als Gastprofessor fort: an der Carnegie Mellon University in Pittsburgh, am italienischen CNR in Bologna, an der Universität Marseille und am CSIRO in Melbourne.
Am 22. Februar 2005 erlag er in Zollikon, Schweiz, einer schweren Krankheit im Alter von 69 Jahren.

## Schaffen
Hanns Fischer startete seine Studien mit der Erzeugung von freien organischen Radikalen durch Bestrahlung von Polymeren und ihrer Detektion mittels der Elektronen-Spin-Resonanz (ESR). Bald schon aber ging er über zur UV- und Laser-Blitzphotolyse in flüssiger Phase mit dem Vorteil, dass die ESR-Signale der Radikale in homogener Umgebung nun scharfe Linienmuster zeigten, die quantitativ ausgewertet werden konnten. Er verfeinerte die zeitaufgelösten Methoden so weit, dass er mit hoher Genauigkeit die Kinetik diffusionskontrollierter Radikalreaktionen (Radikalrekombinationen, Radikalpropagations-  und Radikalterminationsreaktionen) messen und verstehen konnte. Parallel zu seiner Forschung mit zeitaufgelöster ESR-Spektroskopie arbeitete Hanns Fischer mit Kernmagnetischer Resonanz (NMR), optischer Spektroskopie und Myonenspin-Resonanz. In-situ-Photolyse im NMR-Spektrometer führte zur Entdeckung von Emissionslinien und damit zur Entdeckung der Chemisch Induzierten Dynamischen Kernpolarisation (CIDNP).
Hanns Fischer publizierte über 200 wissenschaftliche Arbeiten und zahlreiche Bücher und Buchkapitel. Auch war er Herausgeber von mehr als 30 Bänden der Landolt-Börnstein-Ausgaben „Magnetic Properties of Free Radicals“ und „Radical Reaction Kinetics“. 
Er betreute mehr als 50 Doktor- und Diplomarbeiten, und sieben seiner früheren Mitarbeiter und Schüler sind heute in akademischen Positionen tätig. Gegen Ende seiner beruflichen Laufbahn widmete er sich stark einer umweltfreundlichen studentischen Labortätigkeit. Er entwickelte einen Laborkurs für Studenten in den ersten zwei Semestern, bei dem die Laborabfälle minimiert werden, indem Produkte eines Experiments als Edukte des nächsten dienen und die Lösungsmittel weitgehend rezykliert werden.
Für seine Forschungs- und Lehrtätigkeit erhielt Hanns Fischer mehrere Auszeichnungen und Ehrungen: die „Jan Servai Stas Medal“ der Belgischen Chemischen Gesellschaft (1971), die „Centanary Medal and Lectureship“ der „Chemical Society London“ (1974), die „Bruker Lectureship“ der britischen „ESR Society“ (1988), die „Silver Medal“ der „International EPR Society“ (1997) und die „Distinguished Guest Medal“ von „IUPCV“ (Paris, 2004).

## Publikationen
- Organic Free Radicals, H. Fischer, H. Heimgartner (Eds.), Springer-Verlag, Berlin, Heidelberg, 1988
- H. Fischer, Praktikum in Allgemeiner Chemie, Teil 1, 1st Ed. (1992), 2nd Ed. (1994) und
- H. Fischer, Praktikum in Allgemeiner Chemie, Teil 2 (1993), Helv. Chim. Acta, Basel, VCH Weinheim
- Landolt-Börnstein, H. Fischer (Ed.), 30 Bände, beginnend mit Landolt-Börnstein Vol. II/1 Magnetic Properties of Free Radicals (1965) bis Landolt-Börnstein Group II „Molecules and Radicals“, Vol. 26 Magnetic Properties of Free Radicals, A1, (2007).
- Liste der wissenschaftlichen Publikationen s.  https://www.chem.uzh.ch/dam/jcr:c56a56b6-fdc5-48ef-bfa6-ed84caf9abb3/Hanns%20Fischer_%20Publikationsliste.pdf